# Iveta Maurerová
Iveta Maurerová (* 26. července 1998 Znojmo[zdroj?]) je česká modelka a vítězka nultého ročníku obnovené národní soutěže krásy Miss České republiky z roku 2018.

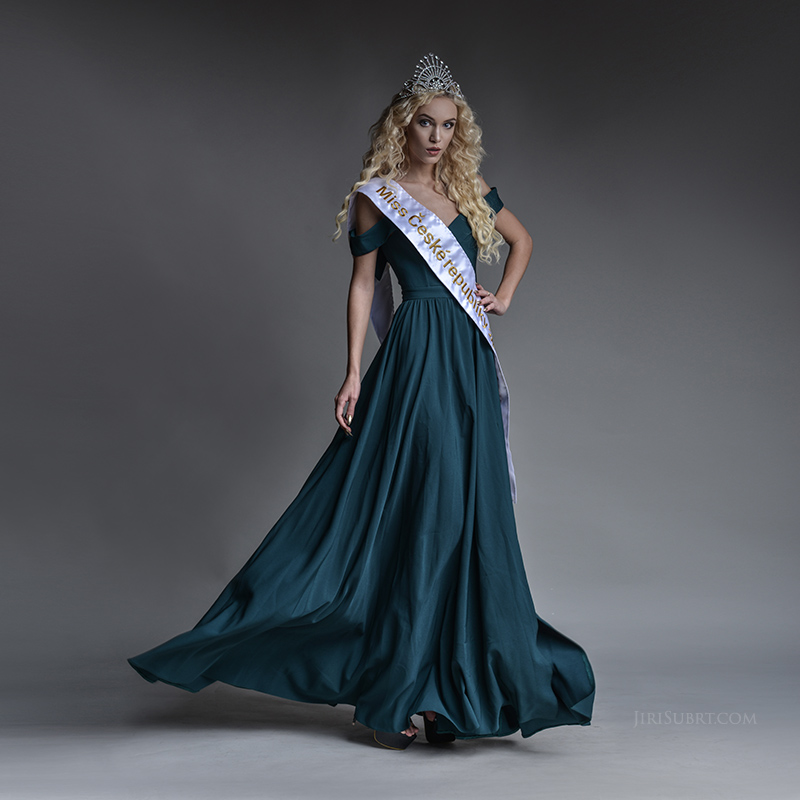
Iveta Maurerová, Miss České republiky 2018

## Osobní život
Pochází ze Znojma, kde také vystudovala osmileté gymnázium. V roce 2019 studovala na Fakultě ekonomicko-správní Univerzity Pardubice.

## Kariéra v modelingu
Svoji kariéru modelky začala Iveta Maurerová v menší modelingové agentuře Victoria Agency. Od 16 let působila v brněnské modelingové agentuře DFC Fashion Club. V roce 2019 Maurerová zahájila spolupráci s modelingovou agenturou Pure Models. Iveta Maurerová jako modelka vystupuje na řadě akcí, například Czech Fashion Week.

## Soutěže krásy
Iveta Maurerová se v začátcích své kariéry modelky účastnila menších soutěží krásy Miss Taneční, Dívka České republiky a Miss Junior. Za první významnější úspěch se dá považovat 2. místo Miss Léta v roce 2017. V roce 2018 vyhrála národní soutěž krásy Miss České republiky. Od roku 2019 je členkou organizačního týmu Miss České republiky. Zároveň se dále věnuje modelingu.[zdroj?]